# 하비에르 페레스 데 케야르
하비에르 페레스 데 케야르(스페인어: Javier Pérez de Cuéllar 하비에르 페레스 데 쿠에야르[*], 스페인어 발음: [xaˈβjeɾ ˈpeɾez ðe ˈkweʝaɾ], 1920년 1월 19일 ~ 2020년 3월 4일)는 페루의 외교관으로 1982년 1월 1일부터 1991년 12월 31일까지 제5대 유엔 사무총장을 지냈다.
유엔 사무총장으로서 데 케야르의 재직 동안 세계에서 기념적인 변화가 일어났다.  소련이 붕괴되고, 동서 독일이 통일하고 베를린 장벽이 무너지면서 냉전의 해동이 일어났으며, 1991년 남북한이 동시 유엔에 가입하기도 하였다.  주요 성취들은 동서간의 긴장을 완화시킨 양측 무기 통제와 군비 축소를 위하여 유엔에서 협상되었다.  유엔 안전 보장 이사회는 강대국들 사이에 강렬한 대립 후에 일치 리더십을 이용한 논쟁들을 향하였다.  나미비아, 캄보디아와 라틴아메리카에서 성공적인 평화 유지 임무들에 수행되었다.  남아프리카공화국의 아파르트헤이트 또한 종말로 오고 있었다.  유엔은 새로운 작업을 시작하였고, 진지하게 새로운 민주주의에서 자유롭게 공평한 선거들을 결성하고 감시하는 데 도움을 주었다.  페레스 데 케야르 사무총장은 이 많은 성공들을 통하여 유엔을 인도한 자신의 역할을 인정받을 자격이 있다.

## 어린 시절과 가족
리마에서 케야르에서 온 선조와 함께 스페인 계통의 부유한 가족에게 태어났다.  그는 리마의 콜레기오 산아구스틴에서, 그러고나서 페루 로마 교황청립 리마 가톨릭 대학교에서 수학하였다.
페레스 데 케야르는 마르셀라 템플레와 결혼하여 2명의 자녀를 두었다.  변호사로서 교육을 받은 그는 젊은이로서 조국을 위한 외교 업무로 들어갔다.  1964년 외교 업무의 20년 후, 그는 〈외교법 입문서〉를 저서하였다.

## 외교 경력
1940년 겨우 20세의 나이에 페루 외무부에 가입하여 1944년 외교 업무를 시작하였다. 그는 이어서 프랑스, 영국, 볼리비아, 브라질 주재 페루 대사관에서 서기를 지냈고, 후에 스위스, 소련, 폴란드와 베네수엘라 주재 페루 대사를 지냈다.
페레스 데 케야르는 1946년 유엔 총회로 페루 사절단의 일원으로 지냈다.  그는 총회의 25회부터 30회 정기 회의를 통하여 다시 사절단의 일원을 지냈다.  1971년 그는 유엔으로 페루의 영구적 대표로 임명되었다.  그는 그때부터 1975년까지 유엔 총회의 전체 정기 회의들로 조국의 사절단을 지도하였다.
1973년부터 1974년까지 페레스 데 케야르는 유엔 안전 보장 이사회에 조국을 대표하였다.  그는 1974년 7월 키프로스에서 위기가 발생했을 때 안전 보장 이사회의 회장을 지내고 있었다.  1975년 9월 18일 그는 키프로스에서 사무총장의 특별 대표로 임명되었다.  그는 자신이 페루 외무부에 재가입했을 때 1977년 12월까지 이 직위를 보유하였다.
1979년 2월 27일 페레스 데 케야르는 특별 정치 문제를 위한 유엔 사무차장으로 임명되었다.  아직도 이 직위를 보유한 동안 1981년 4월부터 그는 아프가니스탄으로 사무총장의 개인적 대표로 활동하였다.  이 일은 소련이 아프가니스탄을 침공하여 국가의 통치를 차지하는 데 시도하고 있었던 시기였다.  사무총장의 개인적 대표로서 그는 4월 아프가니스탄과 파키스탄을 방문하였고, 몇달 일찍이 사무총장에 의하여 착수된 협상들을 지속하는 목적에 그해 8월 다시 방문하였다.
페레스 데 케야르는 또한 학자로서 자신의 전문적 외교 지식을 나누었다.  그는 페루의 아카데미아 디플로마티카에서 국제법 교수이자 페루의 아카데미아데 게라 아데레아에서 국제 관계 교수였다.

## 제5대 유엔 사무총장

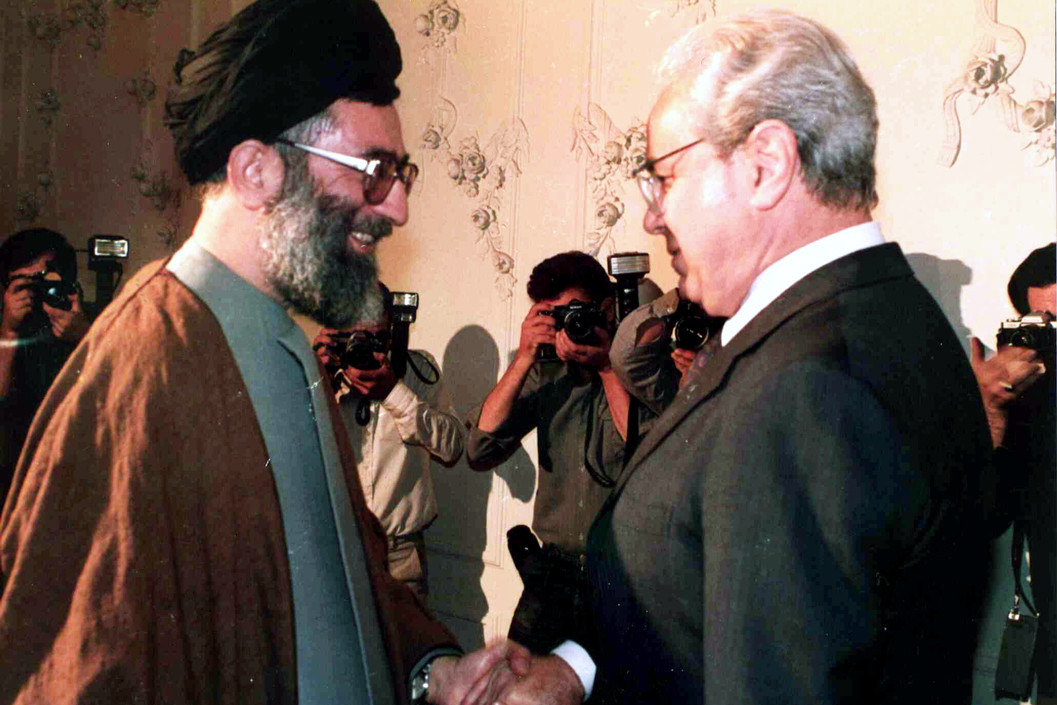
1987년 테헤란에서 이란의 알리 하메네이 대통령과 함께

1981년 12월 31일 페레스 데 케야르는 유엔 사무총장으로서 쿠르트 발트하임을 계승하였고, 1986년 10월 2번째 기간을 위하여 재선되었다.
자신의 2개의 기간 동안 그는 포클랜드 전쟁의 여파로 영국과 아르헨티나 사이의 중재들을 이끌었고, 중앙아메리카에서 평화와 안정을 가져오는 데 콘타도라 그룹의 노력들을 흥행하였다.  그는 또한 나미비아의 독립, 모로코와 폴리사리오 전선 사이에 서사하라에서 교전과 키프로스에서 섬에 분할을 위한 협상들에 중재하였다.
페레스 데 케야르 사무총장은 교전들로 해결을 추구하는 우선 순위에 관한 헌장 아래 매우 심각하게 자신의 책임을 지었다.  그는 1980년에 시작된 이란과 이라크 사이에 교전으로 이 약속을 적용하였다.  그는 또한 인도주의 표준을 위하여 양국에 책임을 묻는 데 약속되기도 하였다.  유엔의 팀들은 그 지역으로 파견되었다.  페레스 데 케야르는 전쟁의 종말을 향할 토론을 시작하는 데 1985년 테헤란과 바그다드를 둘다 방문하였다.  싸움은 1988년 8월에 멈추었다.
페레스 데 케야르의 지휘 아래 유엔 평화유지군은 1988년 노벨 평화상을 받았다.

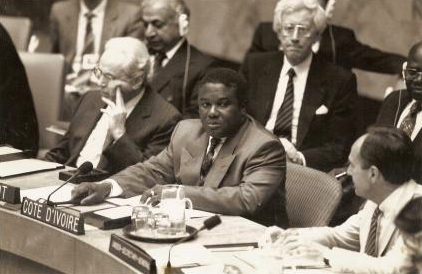
이라크의 쿠웨이트 침공에 관한 유엔 안전 보장 이사회의 회의에서 (맨 왼쪽이 페레스 데 케야르 사무총장. 중앙은 장자크 베시오 코트디부아르 대표)

1990년 페레스 데 케야르와 유엔 안전 보장 이사회는 이라크의 쿠웨이트 침공을 구속하는 지도적인 역할을 택하였다.
그 일은 캄보디아와 베트남 사이에 교전의 난민들을 보조하는 데 캄보디아와 태국의 국경을 따라 대량의 유엔 원조 노력이 전개된 페레스 데 케야르의 감독 아래 있었다.  전쟁의 11년 후에 유엔 안전 보장 이사회의 연루와 함께 교전의 정당들 사이에 동의서가 1991년 10월에 조인되었다.
자신의 2번째 기간의 말기 가까이 페레스 데 케야르는 인류와 환경 사이에 언약의 설립에 전념하는 데 유엔을 위한 노력들을 유발시켰다.  기후 변화에 회의들이 열렸다.  이 일은 유지할 수 있는 개발에 관한 유엔 안에서 전체적으로 새로운 개념을 시작하였다.
사무총장으로서 페레스 데 케야르의 2번째 기간은 1992년 1월 끝났다.  1991년의 12월 자신의 결말 보고에서 유엔의 업무에 그는 다음과 같이 진술하였다. 

평화는 여러면에서 승리들을 거두었다 ... 새로운 전망들이 이전에 자신들이 하지 않은 방식으로 함께 일하는 데 국가들을 위하여 열리고 있다.  조직을 향한 냉담함과 예비의 일찍이 자세는 그 노력들에 더욱 불타는 참가에 의하여 대체되어 왔다.  법과 정의의 시대가 다가오지 않을 수가 있으나 유엔은 방향에 규정지었다 ... 오늘날 좌절과 두려움 때문의 이유들보다 희망에 대한 훨씬 더욱 견고한 근거가 있다.  희망은 헌장의 철학의 지속적인 관련성과 조직의 대폭 강화된 자격 증명 둘다로부터 일어난다.  나의 신조는 그 철학에 고정되어 있그 그렇게 남을 것이다.  침체로부터 그 반환과, 그리고 더 이상 주변적이 아닌 그 역할과 함께 유엔은 그 헌장의 전망으로 더욱 가까이 왔다.  진행으로 공헌한 모든이들은 기뻐할 자격이 있고, 나의 일부를 위하여 나는 성취감을 느낄 자격이 있다.  난 국제 정세의 이 시험하는 단계를 통하여 나에 놓인 그 자신감에 깊이 감사한다.  나는 믿음과 감사의 메모를 끝 맺는다.

페레스 데 케야르 사무총장이 조직을 이끌었던 10년 세월에 유엔이 활동적이고 성공적이었던 모든 면에서 평화에 그의 헌신과 그의 리더십이 이 많은 성취들에 영향을 주었다.

## 이후의 경력
1995년 페레스 데 케야르는 페루의 대통령을 위하여 알베르토 후지모리를 상대로 비성공적으로 출마하였다.  부패 혐의에 후지모리의 사임에 이어 격동기 동안 그는 2000년 11월부터 2001년 7월까지 페루에서 외무장관은 물론 총리를 지냈다.   
2004년 9월 그는 프랑스 주재 페루 대사로서 자신의 직위로부터 물러났다.  자신의 퇴직에 그는 지속적으로 프랑스에 거주하였다.

## 사망
2005년 7월 22일 페레스 데 케야르는 심근경색을 겪어 파리에 있는 병원에 입원하였다.  그는 7월 30일 퇴원하였다.  2017년 6월 35,581일의 수명과 함께 그는 장수 조건에 알프레도 솔프 이 무로 (1872년 ~ 1969년)를 통과하였고, 페루의 역사상 여러 총리 중에 가장 긴 인생을 살았다.
2020년 3월 4일 리마에서 100세의 나이로 사망하였다.

## 영예
자신의 경력의 과정에서 페레스 데 케야르는 25개국으로부터 영예들을 받았다.
- 이베로 아메리카 협동의 흥행으로 아스투리아스 왕자 상 (1987년 10월)

- 공동 안전의 국제적 이해로 올로프 팔메 상 (1989년 1월)

- 국제적 이해로 네루 상 (1989년 2월)

- 조지 H. W. 부시 대통령으로부터 대통령 자유 훈장 (1991년)

- 추가로 페레스 데 케야르는 세계를 주위로 21개의 다른 대학들로부터 명예 박사 학위들을 받았다.